# Hüenerbach (Kempt)
Der Hüenerbach ist ein rund 4 Kilometer langer rechter Zufluss der Kempt im Schweizer Kanton Zürich. Der Bach entwässert einen Abschnitt der Region Kempttal im Zürcher Oberland und durchfliesst dabei das Giessentobel.

## Geographie

### Verlauf
Der Hüenerbach entspringt eingedolt in dem fast vollständig von Wald umfassten Engelsacher auf 654 m ü. M. nördlich von Agasul und südöstlich von First wenig oberhalb des Tals des Wissenbachs. Unterhalb des Engelsacherwegs in der Flur Hasenrütirain tritt der Bach erstmals an die Oberfläche und fliesst anfangs in mehreren Bögen nach Süden durch das Waldgebiet Hard. Er nimmt hier einen kleinen rechten Quellbach auf sowie nach der Unterquerung des Hasenrütiwegs einen weiteren. Vor der Unterquerung des Mantelwegs liegt linksufrig ein kleines Feuchtgebiet. Es folgt die Querung des Rütiwegs, nach der der Hüenerbach gleich hintereinander in der Flur Rüti das Rütibächli von rechts sowie das Hardbächli von links aufnimmt.
Der Bach wendet sich danach nach Südwesten und bildet gleich darauf ein kleines Tobel zwischen dem Mantelweg und dem Hardstrigelweg bis zum Weiler Agasul. Er unterquert die Luckhauserstrasse und wird kurz eingedolt, ehe er zwischen den Fluren Hofacher und Engi an der westlichen Siedlungsgrenze von Agasul verläuft. Er wendet sich nach Südosten und nimmt nach Unterquerung des Sennwisbächliweg das Sennenwisbächli von rechts auf, das wenig westlich der Hüenerbach-Quelle entspringt. Kurz darauf mündet von links das Brauibächli, das vollständig eingedolt verläuft. Der Hüenerbach verläuft nun am Osthang des Hügels Büel und wir hier von einem schmalen, aber dichten Strauch- und Baumbestand begleitet, der sich bis zur Flur Neuguet hinzieht. Während der Bach sich nach Südwesten wendet, geht der Bewuchs zu einem kleinen Wäldchen über, in dem er sich den Südhang des Hügels eingefressen hat.

Der Hüenerbach passiert den Hof Schömlet wenig südlich, wo ihm im Bruggenriet von links der Bruggenrietgraben zufliesst, der im Naturschutzgebiet Waldried Brestberg entspringt. Nach der Unterquerung der Schomletstrasse erreicht er ein grösseres Waldgebiet, das sich um den bis zu 578 m ü. M. hohen Schüsselberg erstreckt. Er bildet anfangs ein kleines Tobel zwischen dem Drumlin Höchi und dem Ripeschbüel, ehe von links der Zelgligraben einmündet. Der Bach bildet nun das Giessentobel am Nordhang des Schüsselbergs, das er in mehreren kleinen Bögen anfangs vorwiegend in nordwestlicher Richtung durchfliesst. 

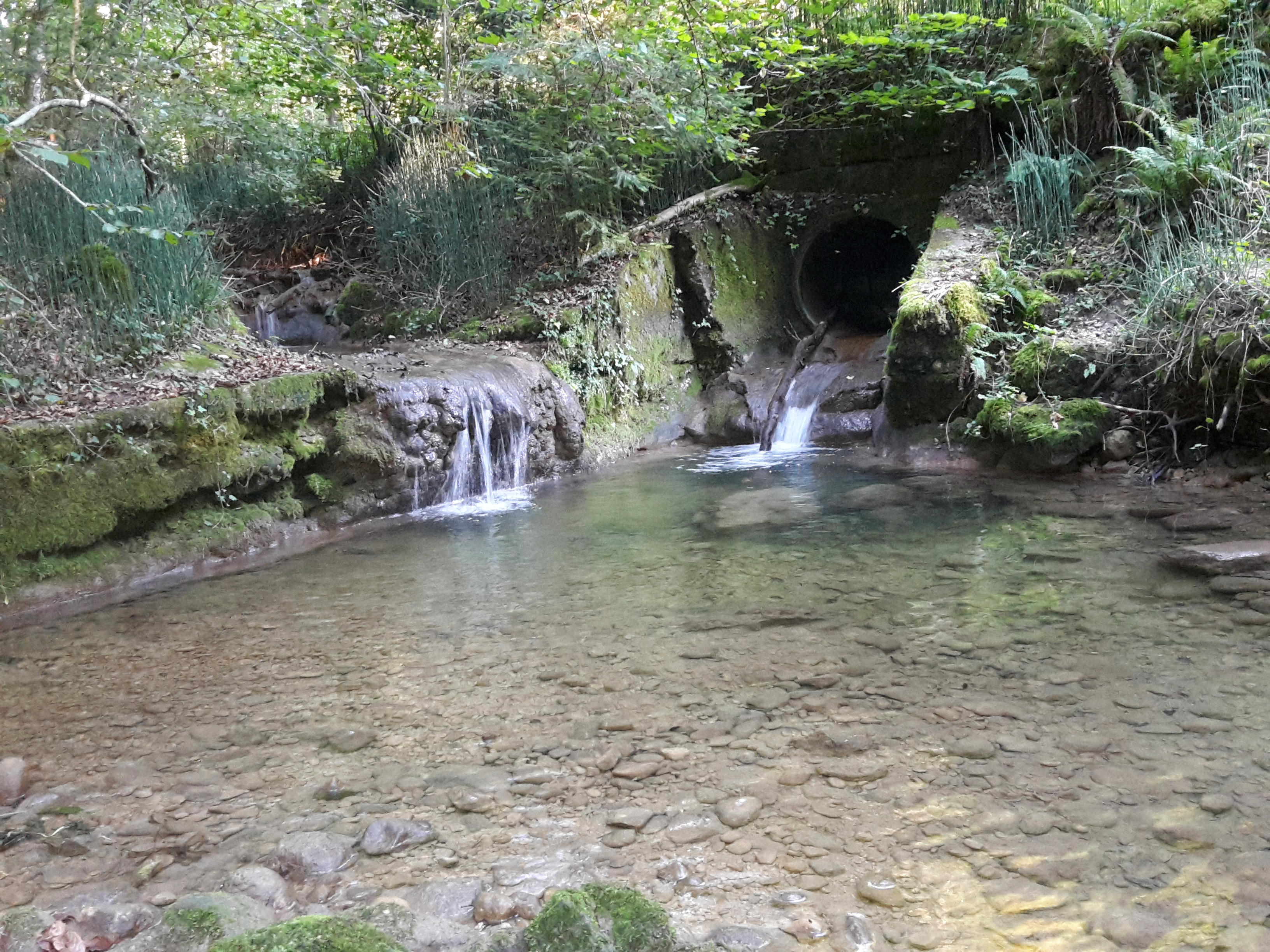
Einmündung des Dikibachs (links) in den Hüenerbach im Giessentobel

 Er nimmt das vom Naturschutzgebiet Waldried Weid herkommende Tätschtobelbächli sowie einen unbenannten Zufluss von links auf. Gleich anschliessend ergiesst sich von rechts der aus dem Tätschtobel herkommende Dickibach, der längste Zufluss des Hüenerbachs.
Nach dessen Einmündung wendet sich der Bach nach Südwesten und passiert den künstlichen Sagi Weiher, der vom Hüenerbach gespeist wird. Der Bach erreicht das Kempttal beim Illnauer Industriegebiet Soorhalden und unterquert die Hauptstrasse 345 (Kempttalstrasse). Schliesslich mündet der Hüenerbach auf 500 m ü. M. von rechts und Nordnordosten in den Mittellauf der Kempt, die hier nach Nordwesten fliesst.

### Einzugsgebiet
Das 4,02 Quadratkilometer grosse Einzugsgebiet erstreckt sich vollständig über die Gemeinde Illnau-Effretikon. Es setzt sich aus 50,7 % landwirtschaftlicher Fläche, 43,1 % bestockter Fläche, 5,9 % Siedlungsfläche sowie 0,3 % unproduktiver Fläche zusammen. Der höchste Punkt liegt auf 686 m ü. M. beim Weiler First, die durchschnittliche Höhe beträgt 602 m ü. M.
Im Norden und Osten grenzt das Einzugsgebiet des Wissenbachs an.

### Zuflüsse
Die direkten und indirekten Zuflüsse bachabwärts
- Rütibächli (rechts), 0,2 km
- Hardbächli (links), 0,3 km
- Sennenwisbächli (rechts), 1,4 km
- Brauibächli (links), 0,3 km
- Bruggenrietgraben (links), 1,3 km
- Zelgligraben (links), 0,9 km
- Tätschtobelbächli (rechts), 0,3 km
- unbenannter Zufluss (links), 0,3 km
- Dickibach (rechts), 2,1 km
  - Geissacherbach (links), 0,2 km
  - Talmattbächli (rechts), 0,2 km
  - Seewadelgraben (links), 0,1 km

## Bilder

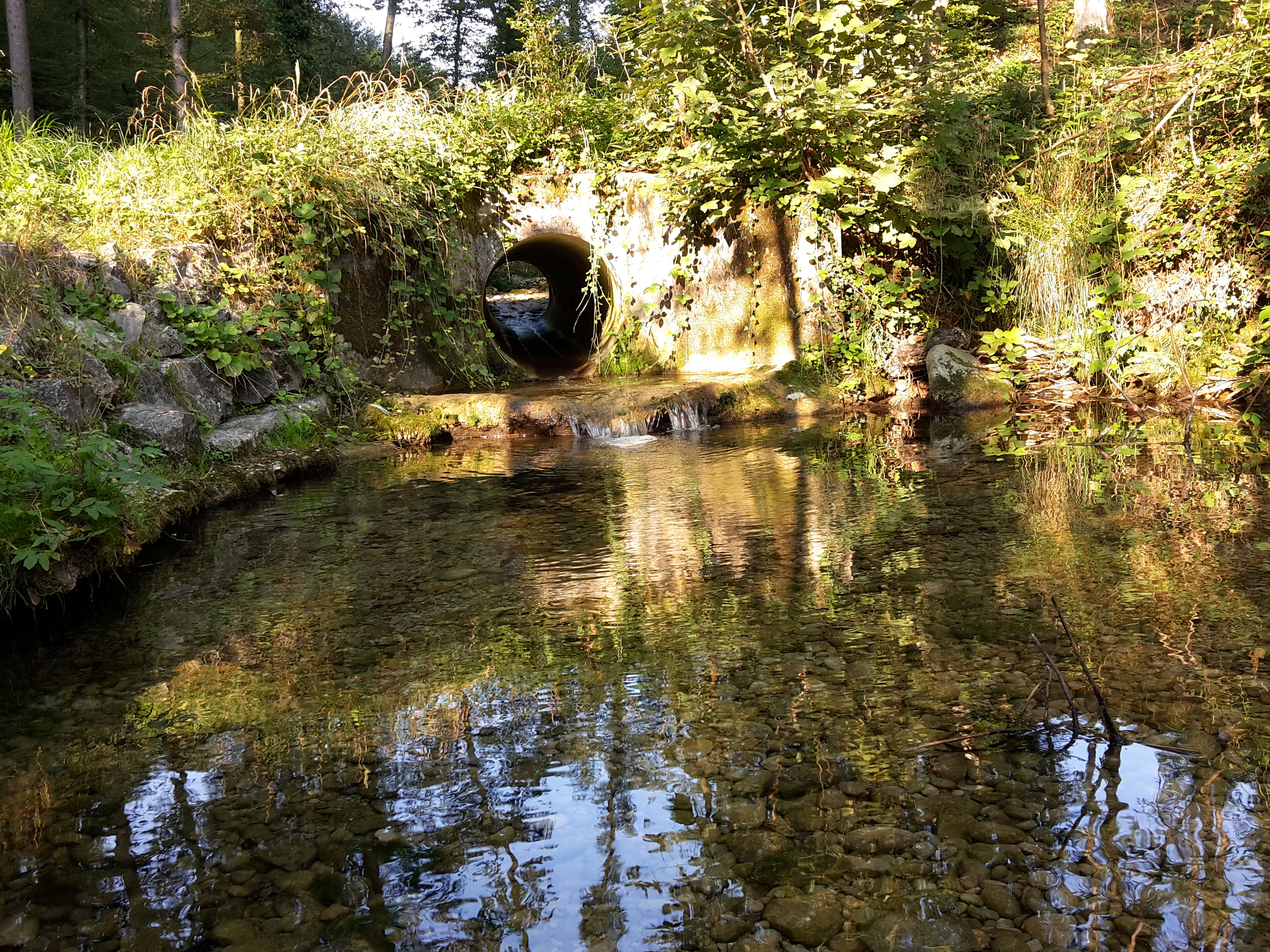
Hüenerbach nach Unterquerung des Tobelwegs am Anfang des Giessentobels
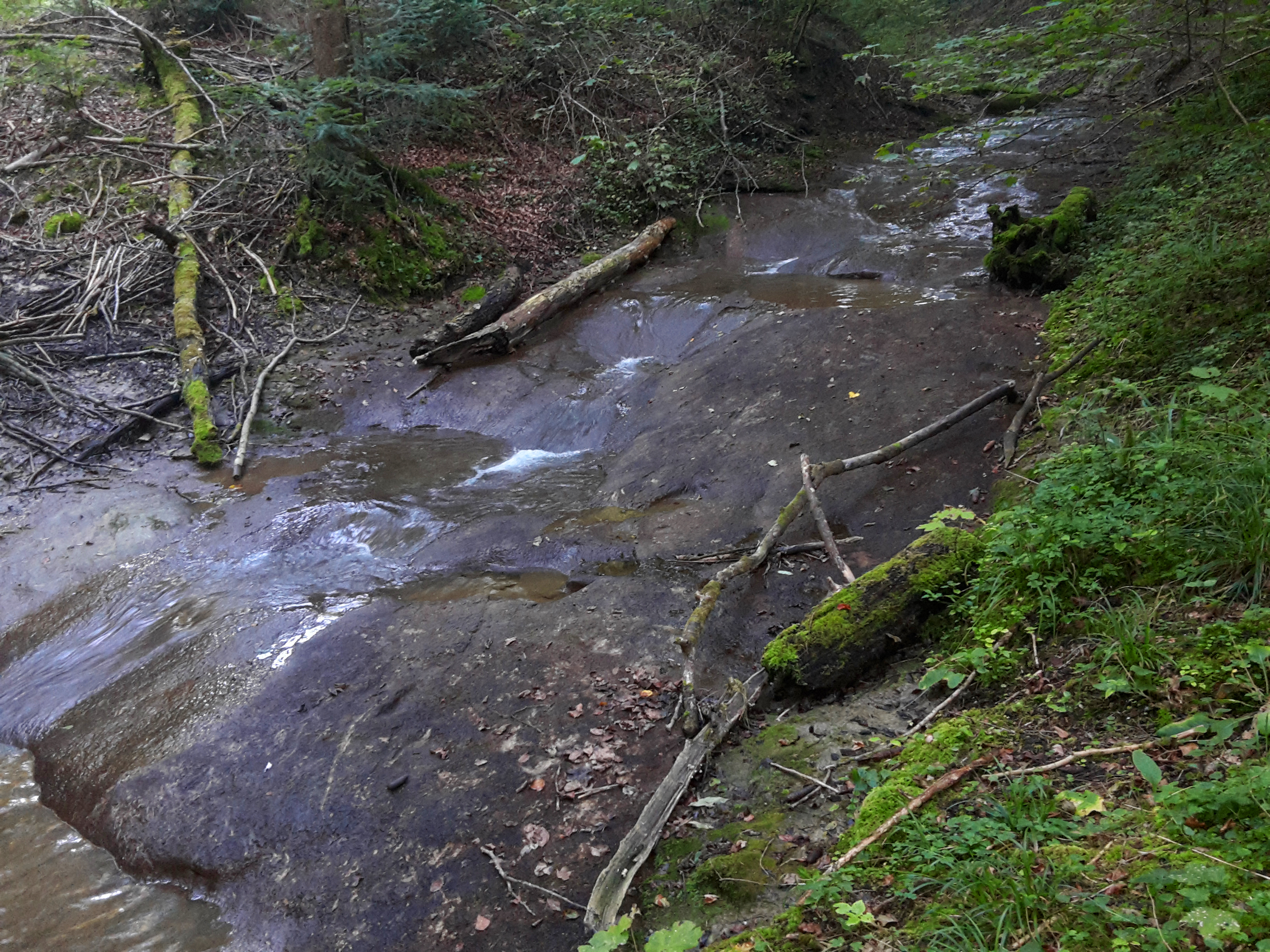
Hüenerbach im Giessentobel